# Second Air Force
La Second Air Force (2 AF; 2d Air Force nel 1942) è una forza aerea numerata USAF con il compito di svolgere addestramento militare di base e tecnico in favore del personale di truppa e degli ufficiali di supporto dell'Air Force. Nella Seconda guerra mondiale l'unità CONUS difese gli USA nordoccidentali e le regioni dell'Upper Midwest e durante la guerra fredda fu l'unità dello Strategic Air Command dotata di missili e bombardieri strategici.
Alcune componenti della Second Air Force furono impiegate in operazioni di combattimento durante la guerra di Corea, la guerra del Vietnam ed anche l'operazione Desert Storm.

## Storia
Il Northwest Air District della GHQ Air Force fu attivato il 19 ottobre 1940 presso McChord Field, assieme ad altri 3 distretti CONUS e organizzato il 16 gennaio 1941. Il distretto fu rinominato 2nd Air Force il 9 aprile 1941. Il 5th Bombardment Wing fu assegnato alla Second Air Force dal 5 settembre 1941.

### 2nd Air Force

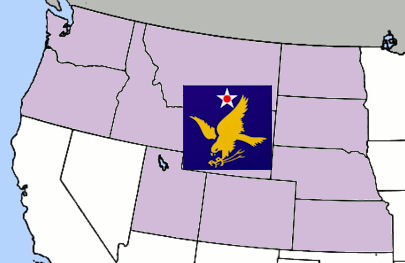
La regione USA di competenza della Second Air Force nella Seconda guerra mondiale

L'11 dicembre 1941, quattro giorni dopo l'attacco di Pearl Harbor, la 2d Air Force fu posta sotto il Western Defense Command. Tuttavia il 5 gennaio 1942 fu restituita all'Air Force Combat Command (una ridenominazione della GHQAF dopo che 20 gennaio 1941 erano state create le United States Army Air Forces), e poi collocata alle dirette dipendenze del comando generale AAF quando l'Air Force Combat Command fu disciolto nel marzo 1942.
Dal dicembre 1941 la 2d Air Force organizzò la difesa aerea della costa USA sull'Oceano Pacifico (1940–1941) ed eseguì missioni di pattugliamento antisommergibile lungo le aree costiere fino all'ottobre 1942. Sembra che all'indomani del 7 dicembre 1941 fossero disponibili per questo compito solo il 7th, 17th, 39th e il 42d Bombardment Group alle dipendenze del II Bomber Command. Verso fine gennaio 1942, elementi del 17th Bombardment Group, equipaggiato con B-25 Mitchell presso Pendleton Field (Oregon), furono riassegnati alla Columbia Army Air Base (Carolina del Sud) apparentemente per il pattugliamento antisommergibile di cui abbiamo già parlato, ma in realtà si apprestavano all'incursione aerea su Tokyo.
Nel gennaio 1942 la 2d Air Force fu ritirata dal Western Defense Command e assegnata all'addestramento operativo di unità, equipaggi e rincalzi per missioni di bombardamento, caccia e ricognizione. Accoglieva personale formato dalle scuole volo dell'Army Air Forces Training Command; corso navigatori; scuole per tiratori di armi brandeggiabili e scuole tecniche varie, li organizzava in gruppi/squadroni da combattimento di nuova formazione, e svolgeva addestramento di unità operative (OTU) e addestramento di rincalzi (RTU) per preparare gruppi e sostituti (individuali) per il dispiegamento all'estero nei teatri di combattimento.
Nella Seconda guerra mondiale divenne progressivamente la principale organizzazione addestrativa per i gruppi da bombardamento pesante su B-17 Flying Fortress e B-24 Liberator. Quasi tutti i gruppi da bombardamento pesante costituiti dopo Pearl Harbor furono organizzati ed addestrati nei reparti OTU della Second Air Force, e poi dispiegati nei comandi da combattimento in tutto il mondo. Dopo che la maggior parte dei gruppi da bombardamento pesante aveva completato l'addestramento OTU, la Second Air Force svolse addestramento di rincalzi di squadre da combattimento da bombardamento pesante ed aggiunse alla sua missione l'addestramento operativo e di rimpiazzo di gruppi ed equipaggi da bombardamento molto pesante (B-29 Superfortress).
Assunta la denominazione Second Air Force il 18 settembre 1942, a partire da metà 1943 iniziò ad abbandonare l'attività addestrativa orientata ai B-17 e B-24 (che veniva trasferita alla First, alla Third e alla Fourth Air Force), concentrandosi piuttosto sull'addestramento di gruppi bombardamento "molto pesante" sui B-29 Superfortress destinati alla Twentieth Air Force. Alle dipendenze del nuovo XX Bomber Command, gli aerei B-29 arrivarono dalle fabbriche della Boeing e si organizzarono ed addestrarono nuovi gruppi da combattimento. Il XX Bomber Command e i primi gruppi su B-29 furono dispiegati nel dicembre 1943 egli aeroporti in India per le attività della Operazione Matterhorn contro il Giappone.
Una squadra di football americano formata da personale della Second Air Force sconfisse gli Hardin–Simmons Cowboys nel Sun Bowl del 1943.
Nel marzo 1944 nacque il XXI Bomber Command, la seconda organizzazione di comando e controllo su B-29 alle dipendenze della Second Air Force, ed i suoi gruppi da combattimento vennero dispiegati nelle isole Marianne nel Pacifico Occidentale a partire dal dicembre 1944. Una terza organizzazione di B-29, XXII Bomber Command, venne formata dalla Second Air Force nell'agosto 1944, ma tale organizzazione non andò mai oltre lo stadio del costituire una catena di comando dello stato maggiore ed il relativo squadrone. Fu disattivato prima che gli fosse assegnato alcun gruppo operativo, quando il XX Bomber Command fu rischierato dall'India alle Marianne, rendendo superfluo il nuovo comando che si trovava ancora nello stato embrionale.
Il 13 dicembre 1944 la First, la Second, la Third e la Fourth Air Force furono poste sotto il comando unificato delle Continental Air Forces (CAF) dato che le forze aeree numerate divenivano comandi subalterni alle CAF. L'addestramento dei gruppi di B-29 e del personale di rincalzo continuò fino all'agosto 1945 e la fine della guerra nel Pacifico. Con la fine della guerra, la Second Air Force fu disattivata il 30 marzo 1946. In quella che fu di fatto una ridenominazione, il personale di stato maggiore e le risorse furono usati per creare la Fifteenth Air Force, che dieci giorni dopo divenne la prima forza aerea numerata del nuovo Strategic Air Command (SAC).

### guerra fredda
Il comando fu riattivato il 6 giugno 1946 alle dipendenze dell'Air Defense Command, presso Fort Crook (Nebraska). Durante questo periodo storico della forza la sua base di guarnigione viene trasferita a Offutt Air Force Base (sempre Nebraska). La Second Air Force fu incaricata della difesa di certe parti degli Stati Uniti continentali. Nel 1947 fu riattivato il 73d Bomb Wing che comprendeva il 338th ed il 351st Bomb Group, entrambi forze di riserva su B-29 Superfortress. Il wing fu assegnato alla Second Air Force. Un terzo gruppo (381st) fu aggiunto nel 1848. Tuttavia negli anni 1940 il SAC stentava a mantenere in volo perfino le sue unità bombardieri di prima schiera del "servizio attivo" quanto bastava per garantire almeno l'abilità elementare nei piloti. Il wing (con i suoi gruppi bombardieri) fu disattivato nel 1949.
Alla Second Air Force fu anche assegnato il 96th Bomb Wing dell'Air Force Reserve, che poi si trasformò in divisione aerea, ed alcuni gruppi di trasporto truppe su C-46 Commando dipendenti dal 322d Troop Carrier Wing. Uno di questi gruppi era il 440th Troop Carrier Group. Fu disattivata nuovamente il 1º luglio 1948.
La Second Air Force fu riattivata ed assegnata allo Strategic Air Command il 1º novembre 1949 presso Barksdale AFB (Louisiana). L'organizzazione iniziale della Second Air Force alle dipendenze del SAC era la seguente:
- 6th Air Division, MacDill AFB, Florida (assegnata 10 febbraio 1951)

305th Bombardment Wing (MacDill AFB) (B-29)
306th Bombardment Wing (MacDill AFB) (B-47A)(in principio B-47 Stratojet, unità di addestramento operativo – non in prontezza operativa)
307th Bombardment Wing (MacDill AFB) (B-29)
Distaccato per servizio di combattimento nella Guerra di Corea presso la Far East Air Force, Kadena AB, Okinawa
- 40th Air Division, Turner AFB, Georgia (assegnata 14 marzo 1951)

31st Fighter Escort Wing (Turner AFB) (F-84)
108th Fighter Wing (Turner AFB) (F-47D) (Wing della New Jersey Air National Guard "federalizzata")
Le divisioni aeree 37th e 38th confluirono nella Second Air Force il 10 ottobre 1951. La 37th Air Division si occupava della Lockbourne Air Force Base (Ohio) e della Lake Charles Air Force Base (Louisiana), mentre la 38th Air Division era di stanza presso Hunter Air Force Base (Georgia).
Con la fine dei combattimenti in Corea, il presidente Eisenhower, che aveva assunto il mandato nel gennaio 1953, propose una "nuova visione" della difesa nazionale.
La conseguenza fu un maggior affidamento sulle armi atomiche e la potenza aerea per scoraggiare la guerra. La sua amministrazione scelse di investire sull'aeronautica, e specialmente sullo Strategic Air Command. La corsa agli armamenti nucleari prese un ritmo sostenuto. L'Air Force ritirò quasi tutti i suoi bombardieri ad elica sostituendoli con i nuovi bombardieri medi aviogetti Boeing B-47 Stratojet. Dal 1955 il bombardiere pesante Boeing B-52 Stratofortress arricchì l'arsenale americano con un numero sostanzioso di pezzi e, di conseguenza, anche la Second Air Force crebbe nel ruolo e nell'organico.
Dopo la guerra di Corea, la storia della Second Air Force confluì in quella dello Strategic Air Command, la cui dotazione abbracciò B-47 Stratojet, e poi B-52 Stratofortress e KC-135 Stratotanker. Durante la guerra fredda i velivoli e i missili balistici intercontinentali (ICBM) della Second Air Force erano approntati in allarme atomico, garantendo la deterrenza verso un ipotetico attacco da parte dell'Unione sovietica. Nel 1966, il suo ordine di battaglia contemplava unità distribuite in gran parte degli Stati Uniti, dal 6th Strategic Aerospace Wing presso Walker AFB (Nuovo Messico), allo 11th Strategic Aerospace Wing presso Altus AFB (Oklahoma), al 97th Bombardment Wing presso Blytheville AFB (Arkansas).
Durante la guerra del Vietnam alcuni squadroni della 2d Air Force su B-52 Stratofortress (principalmente B-52D, con l'aggiunta di alcuni B-52G) furono dispiegati nelle basi di Guam, Okinawa e Thailandia per eseguire bombardamenti sulle forze comuniste nel quadro dell'operazione Arc Light. Fra le unità incaricate di questo compito c'era il 28th Bombardment Wing. L'organizzazione della 2d Air Force fu disattivata durante il ridimensionamento post-Vietnam, il 1º gennaio 1975, con gli stormi bombardieri della 2 AF non disattivati e/o le basi della 2 AF non chiuse, ridistribuiti alla 8 AF e alla 15 AF.
Con la fine della guerra fredda e la ristrutturazione dello Strategic Air Command, la Second Air Force fu riattivata e divenne l'amministratore delle risorse da ricognizione e gestione del campo di battaglia, con base presso Beale AFB (California). Questo assetto organico durò fino al 1º settembre 1993, quando fu disattivato dall'Air Combat Command.

### Air Education and Training Command
La Second Air Force fu riattivata e riassegnata il 1º luglio 1993 presso Keesler AFB (Mississippi). La sua missione divenne svolgere addestramento militare di base e tecnico per la truppa dell'Air Force e per gli ufficiali di supporto presso cinque principali basi AETC negli Stati Uniti.
Il comando ha il compito di addestrare il personale qualificato "pronto per le missioni" in modo da sostenere la prontezza operativa e da costituire la 'forza aerea, spaziale e del cyberspazio più rispettata al mondo'. Per raggiungere tale scopo, la Second Air Force gestisce tutti gli aspetti operativi di quasi 5 000 corsi di addestramento attivo erogati a circa 250 000 allievi per anno nell'addestramento tecnico, addestramento militare elementare, nei corsi medici e di insegnamento a distanza. Le attività addestrative della Second Air Force spaziano dall'intelligence all'informatica, all'uso e manutenzione di missili.
La prima tappa per tutte le reclute di Air Force, Air National Guard e Air Force Reserve  è l'addestramento militare elementare (BMT) presso Lackland AFB (Texas). Completato il BMT, gli avieri iniziano l'addestramento tecnico nella specialità militare cui sono assegnati, principalmente in cinque installazioni: Goodfellow, Lackland, e Sheppard AFB in TX; Keesler AFB, MS; e Vandenberg AFB, CA. Ogni base è competente per una parte specifica dell'addestramento tecnico formale necessario agli avieri per realizzare il proprio ruolo aeronautico. Gli istruttori praticano l'addestramento tecnico in specialità come manutenzione dei velivoli, ingegneria civile, servizi medici, informatica, forze di sicurezza, controllo del traffico aereo, risorse umane, intelligence, contrasto degli incendi e operazioni spaziali/missilistiche.
Gli ufficiali seguono corsi di addestramento tecnico in campi professionali simili nei medesimi luoghi.
Gli stormi e i gruppi dipendenti dalla Second Air Force sono:
- 37th Training Wing Lackland Air Force Base Texas
Svolge addestramento militare elementare per reclute dell'Air Force ed anche addestramento tecnico nei ruoli della logistica e della polizia di sicurezza/law enforcement.
- 81st Training Wing Keesler Air Force Base Mississippi
Svolge addestramento in tema di gestione delle risorse aeronautiche, meteorologia, elettronica elementare, sistemi elettronici per comunicazioni, sistemi informatici di comunicazione, controllo del traffico aereo, gestione di aeroporti, posto di comando, controllo delle armi aeree, misure di precisione, istruzione ed addestramento, gestione e contabilità finanziaria, gestione dell'informazione, organizza e personale.
- 17th Training Wing Goodfellow Air Force Base Texas
Svolge addestramento per gli specialisti di intelligence e antincendio. Svolge addestramento anche per i distacchi di Esercito, Marina e Marines.
- 82d Training Wing Sheppard Air Force Base Texas
Svolge addestramento tecnico specializzato, medico, e addestramento campale per ufficiali, avieri, e civili di tutte le branche delle forze armate, altri organi del ministero della difesa, e stranieri.
- 381st Training Group Vandenberg AFB, California
Svolge addestramento di qualificazione per operatori di missili intercontinentali balistici (ICBM), sorveglianza spaziale, allerta missilistica, aerotrasporto, e di comando e controllo satellitare. Pratica ancora addestramento iniziale ed avanzato di manutenzione su missili lanciati dall'aria (ALM) e ICBM. Svolge altresì addestramento sui fondamentali delle operazioni spaziali congiunte e sulla manutenzione informatica associata. Il gruppo svolge addestramento di qualificazione e orientamento per quadri e dirigenti Air Force Space Command (AFSPC), e funge ancora da istruttore di perfezionamento in appoggio alle unità operative.
- 602d Training Group Keesler Air Force Base Mississippi
Fornisce avieri perfettamente idonei a missioni di combattimento a tutti i comandanti operativi a diretto supporto della missione Joint Expeditionary Tasking (JET).

Nel 2006 si affidò alla Second Air Force l'incarico di coordinare l'addestramento degli avieri Joint Expeditionary Tasked (JET) ("Destinati a spedizioni militari congiunte"). Questi avieri sono assegnati all'esecuzione di servizi tradizionali dello US Army in Iraq, Afganistan e nel Corno d'Africa. Venne formato un Expeditionary Mission Support Group per svolgere il comando e controllo di questi avieri JET visto che sono addestrati nelle US Army Power Projection Platforms sparse negli USA prima di essere schierati nella propria Area of Responsibility (AOR) ("Zona di competenza"). Questo gruppo è stato chiamato 602d Training Group.
Nel 2007 si incaricò la Second Air Force di fornire programmi addestrativi e consulenza all'Iraqi Air Force impegnata nell'organizzare il proprio addestramento tecnico e la formazione specializzata di particolari settori operativi. Questa missione è nota come "CAFT", un acronimo che sta per Coalition Air Forces Technical Training.

### Linea evolutiva

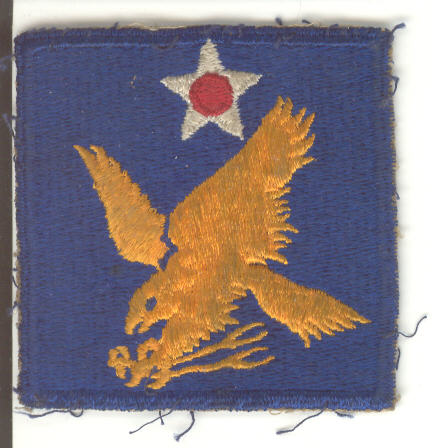
Distintivo usato dalla 2nd AF nella Seconda guerra mildiale

- Costituita come Northwest Air District il 19 ottobre 1940

Attivata il 18 dicembre 1940
Rinominata: 2d Air Force il 26 marzo 1941
Rinominata: Second Air Force il 18 settembre 1942
Disattivata il 30 marzo 1946.
- Attivata il 6 giugno 1946.

Disattivata il 1 luglio 1948.
- Attivata il 1º novembre 1949.

Disattivata il 1 gennaio 1975.
- Attivata il 1º settembre 1991.

Disattivata il 1 luglio 1993.
- Attivata il 1º luglio 1993

### Comandi sovraordinati
- General Headquarters Air Force

(poi, Air Force Combat Command) 18 dicembre 1940
- Western Defense Command, 11 dicembre 1941
- Air Force Combat Command

(poi, United States Army Air Forces), 5 gennaio 1942
- Continental Air Forces 13 dicembre 1944

Strategic Air Command 21 marzo 1946 – 30 marzo 1946
- Air Defense Command, 6 giugno 1946 – 1 luglio 1948
- Strategic Air Command, 1 novembre 1949 – 1 gennaio 1975; 1 settembre 1991 – luglio 1993
- Air Combat Command, 1 giugno 1992 – 1 luglio 1993
- Air Education and Training Command, 1 luglio 1993

### Stazioni
- McChord Field, Washington, 18 dicembre 1940
- Fort George Wright, Washington, 9 gennaio 1941
- Colorado Springs AAF, Colorado, 13 giugno 1943 – 30 marzo 1946
- Fort Crook, Nebraska, 6 giugno 1946 – 1 luglio 1948
- Barksdale AFB, LA, 1 novembre 1949 – 1 gennaio 1975
- Beale AFB, CA, 1 settembre 1991 – 1 luglio 1993
- Keesler AFB, MS. 1 luglio 1993 –

### Componenti

#### Comandi
- I Bomber Command: 1 maggio – 6 ottobre 1943

Rinominato: XX Bomber Command: 20 novembre 1943 – 29 giugno 1944
472d Bombardment Group, 1 settembre 1943 – 1 aprile 1944
- II Fighter (poi, V Fighter) Command: 4 giugno 1941 – agosto 1942
- 2d Air Force Service (poi, 2d Air Force Base) Command: 1 ottobre 1941 – 20 maggio 1942.
- 2d Air Support (poi, 2d Ground Air Support; II Air Support) Command: 1 settembre 1941 – 25 gennaio 1943

- 2d Bomber (poi, II Bomber) Command: 5 settembre 1941 – 6 ottobre 1943.
- 4th Air Support (poi, IV Air Support) Command: 12 agosto 1942 – 21 gennaio 1943.
- XXI Bomber Command: 1 marzo 1944 – 9 novembre 1944
- XXII Bomber Command: 14 agosto 1944 – 13 febbraio 1945

#### Divisioni
- 4th Air (poi, 4th Strategic Aerospace): 16 giugno 1952 – 31 marzo 1970
- 6th Air: 10 febbraio 1951 – 16 giugno 1952; 16 giugno 1952 – 1 febbraio 1959.
- 17th Air (poi, 17th Strategic Aerospace): 15 luglio 1959 – 1 luglio 1963
- 19th Air: 1 luglio 1955 – 1 febbraio 1975.
- 21st Air (poi, 21st Strategic Aerospace): 1 febbraio 1959 – 1 settembre 1964
- 22d Air: 15 luglio 1959 – 9 settembre 1960. 37 Air: 10 ottobre 1951 – 28 maggio 1952
- 37th Air: 10 ottobre 1951 – 28 maggio 1952
- 38th Air: 10 ottobre 1951 – 16 giugno 1952; 16 giugno 1952 – 1 febbraio 1959
- 40th Air

14 marzo 1951 – 1 luglio 1952
1 luglio 1952 – 1 aprile 1957
1 luglio 1959 – 1 febbraio 1975
- 42d Air (poi, 42d Strategic Aerospace; 42d Air)

1 aprile 1955 – 1 luglio 1957
15 luglio 1959 – 2 luglio 1969
1 febbraio 1970 – 1 febbraio 1975
- 45th Air: 31 marzo 1970 – 1 febbraio 1975
- 47th Air: 31 marzo 1970 – 1 luglio 1971
- 73d Air (in precedenza, 73d Bombardment Wing): 12 giugno 1947 – 1 luglio 1948
- 96th Air (in precedenza, 96th Bombardment Wing): 12 giugno 1947 – 1 luglio 1948
- 322d Air (in precedenza, 322d Troop Carrier Wing): 12 giugno 1947 – 1 luglio 1948
- 801st Air: 28 maggio 1952 – 1 luglio 1955. 806 Air: 16 giugno 1952 – 15 giugno 1960
- 806th Air: 16 giugno 1952 – 15 giugno 1960
- 810th Strategic Aerospace: 1 luglio 1963 – 2 luglio 1966
- 813th Air: 15 luglio 1954 – 1 giugno 1956
- 816th Air (poi, 816th Strategic Aerospace): 1 luglio 1958 – 1 luglio 1965
- 817th Air: 31 marzo 1970 – 30 giugno 1971
- 818th Air (poi, 818th Strategic Aerospace): 1 febbraio 1959 – 25 marzo 1965
- 819th Strategic Aerospace: 1 luglio 1965 – 2 luglio 1966
- 823d Air: 1 giugno 1956 – 1 febbraio 1959; 31 marzo 1970 – 30 giugno 1971
- 825th Air (poi, 825th Strategic Aerospace): 1 agosto 1955 – 1 febbraio 1970.

#### Stormi
- 5th Bombardment Wing: 18 dicembre 1940 – 1 settembre 1941.
- 11th Pursuit Wing: 18 dicembre 1940 – 1 ottobre 1941.
- 20th Bombardment Wing: 18 dicembre 1940 – 1 settembre 1941.